# 火龍神器陣法

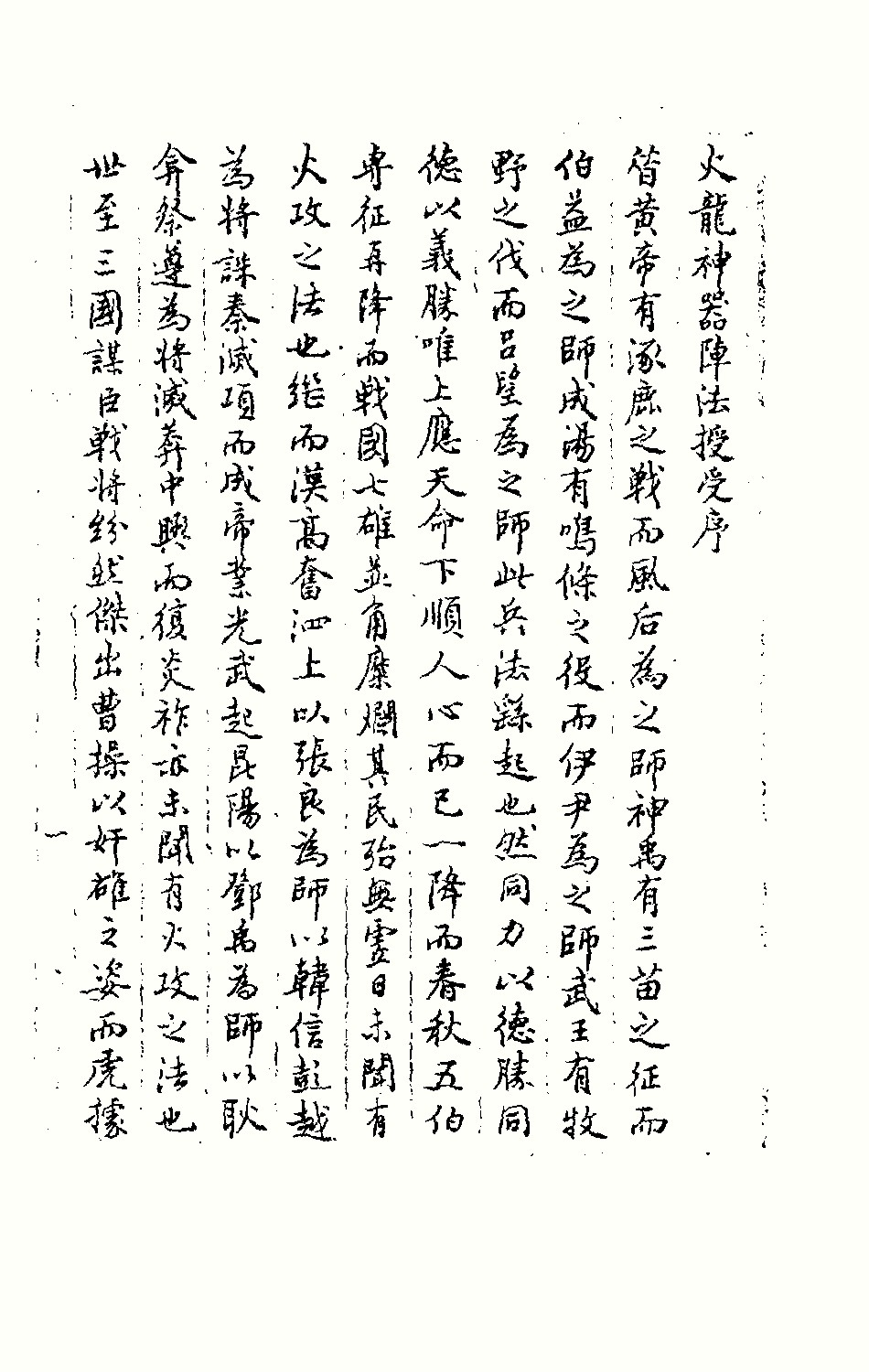
《火龙神器阵法》

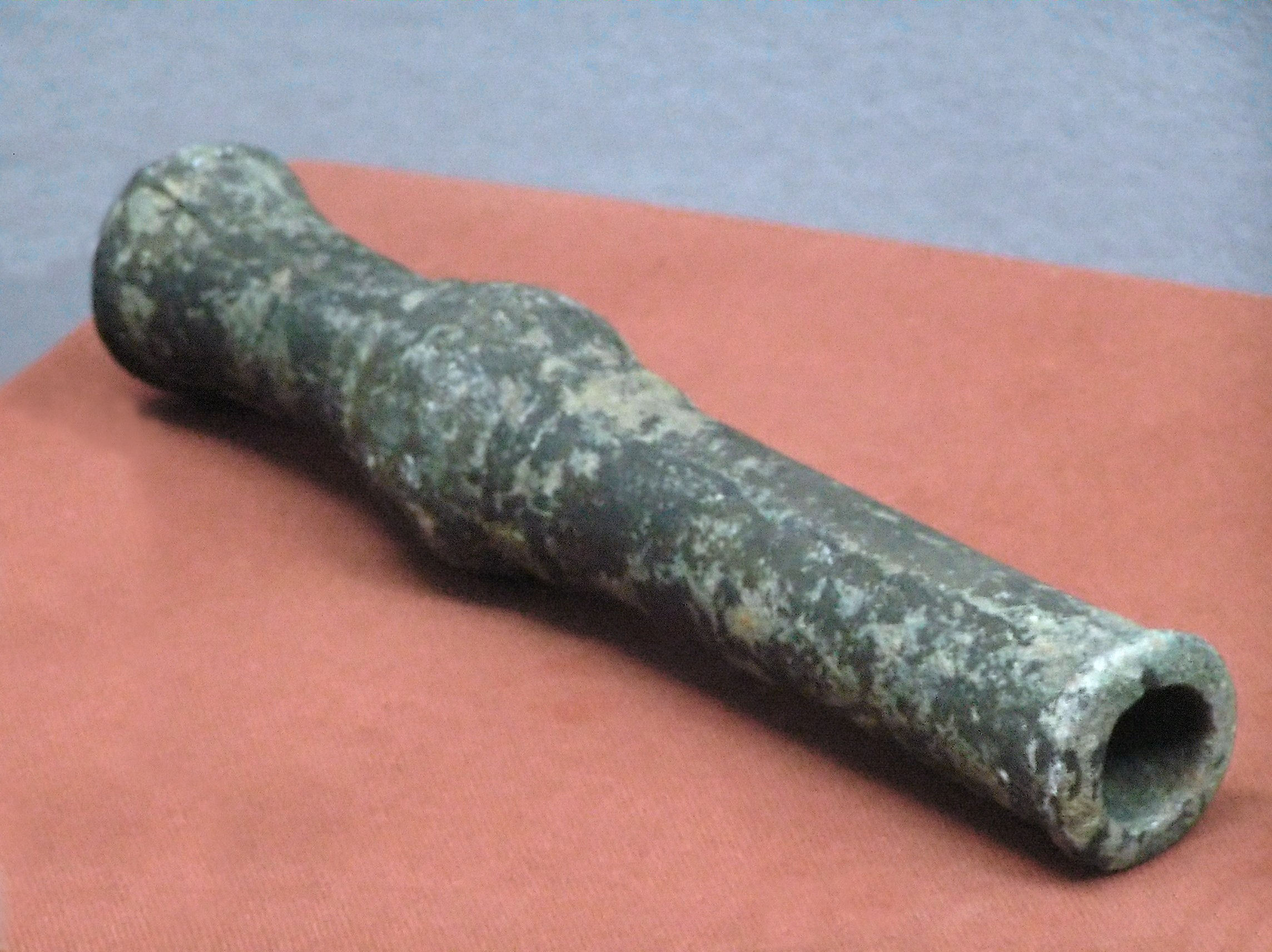
元代火铳

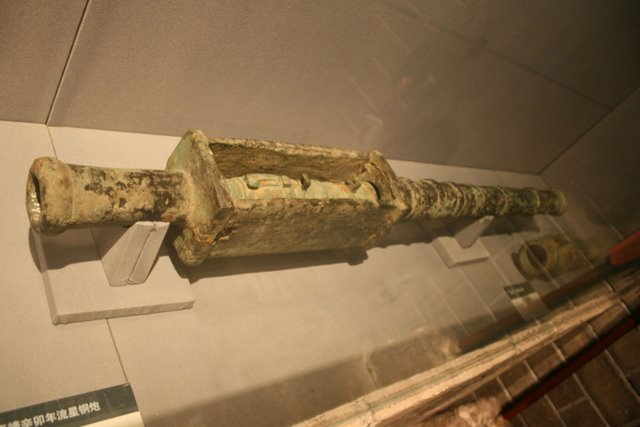
明代火炮

《火龍神器陣法》，又名《火龙经》，是一部中国古代火器大全，署名为刘基、焦玉等，自称作于明朝永乐十年（1403年），首见于崇祯年间焦勒的《火攻罕要》，清朝咸豐年间方始有刻本传世，其中有最早的地雷、水雷、火绳枪等等的描述。
据后人考证，发现书中一些细节有误，如称朱棣为“成祖”（庙号）等，但因元朝忽必烈攻打日本时已经使用铁火炮、朱元璋大战陈友諒于鄱阳湖时也早已使用火箭、火銃、火蒺藜、大小火枪等多种火铳，尚能断定今本《火龙经》可能经过嘉靖年间修订而成，但其余书中原文應不该置疑。

## 图集

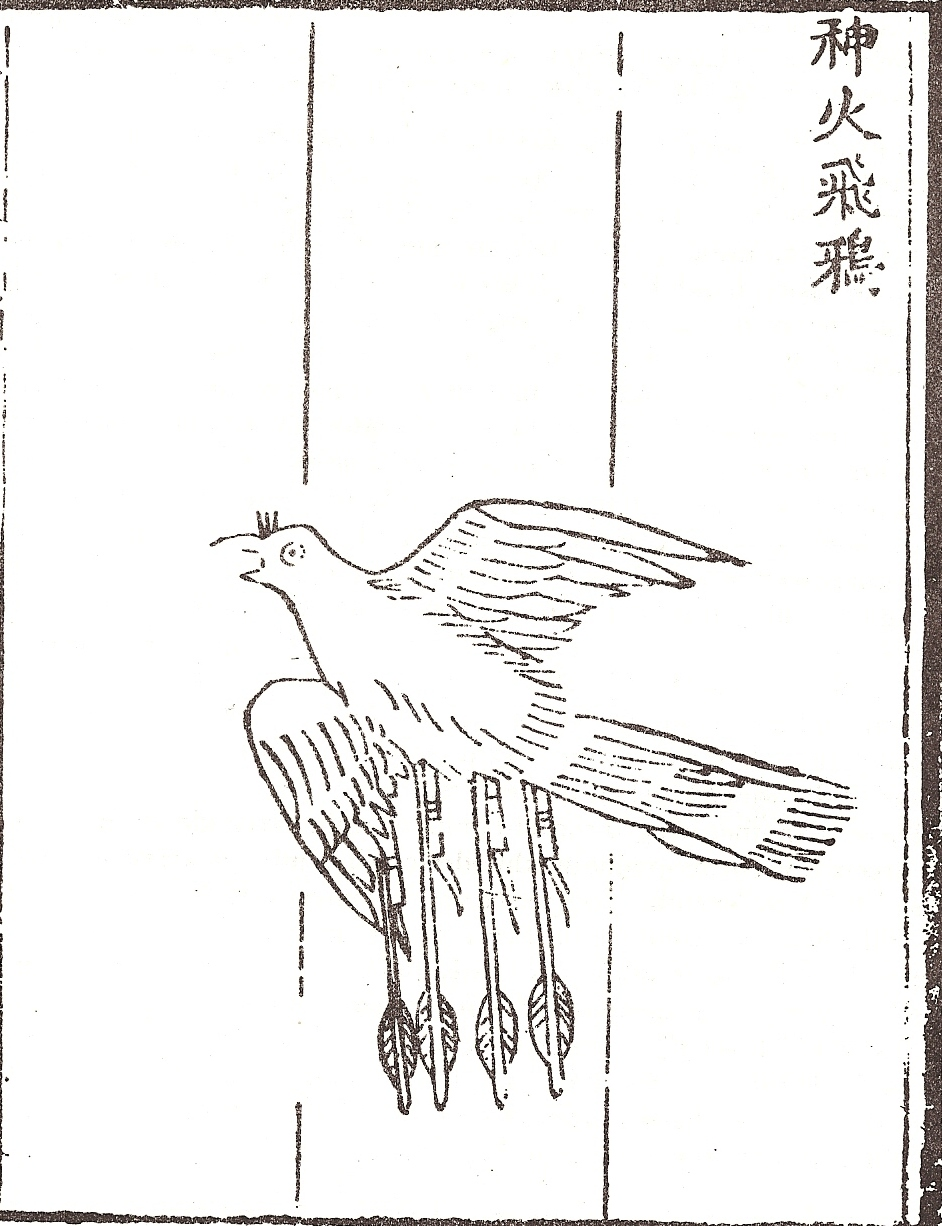
神火飛鴉
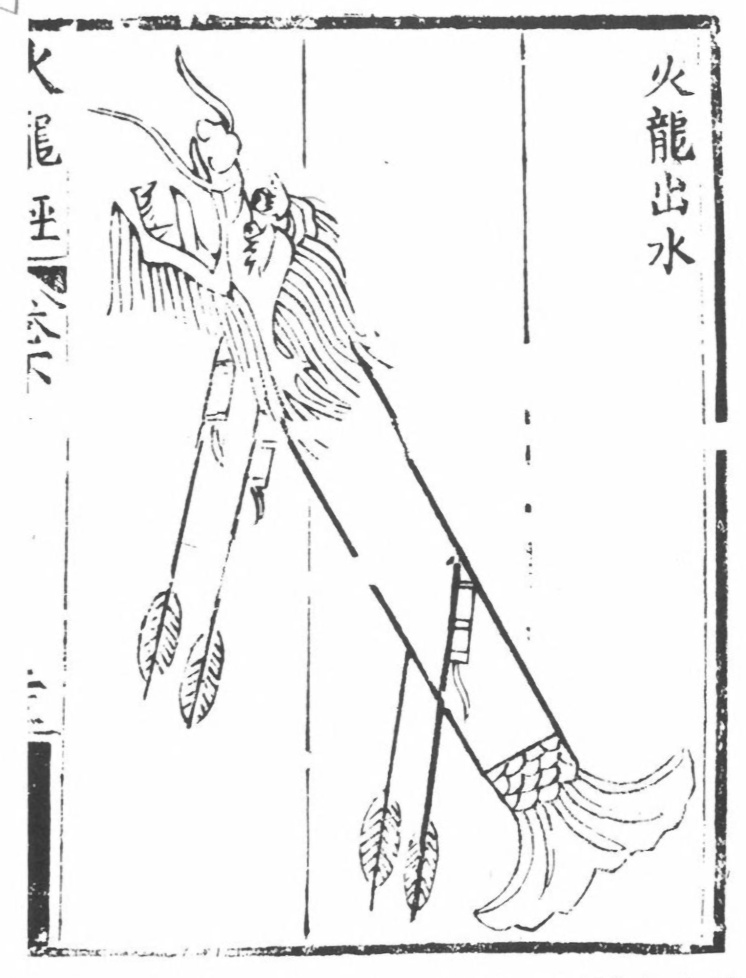
火龍出水
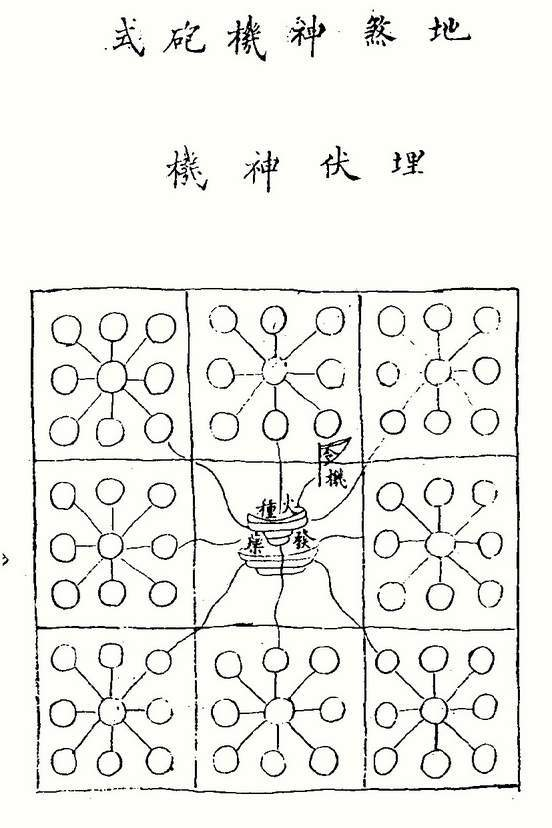
火龙经地雷
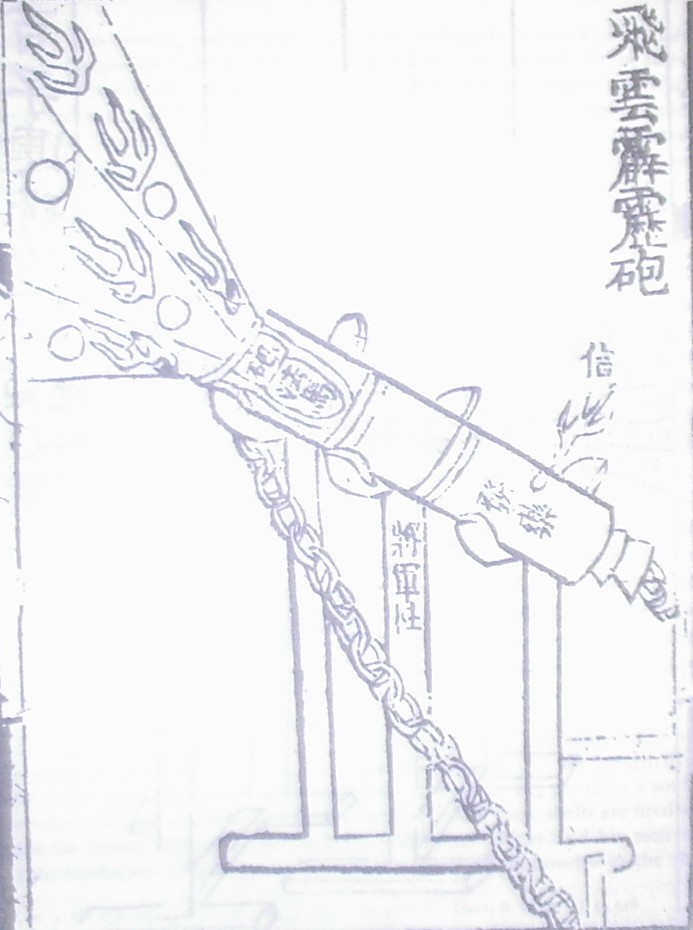
火龙经飞云霹雳炮
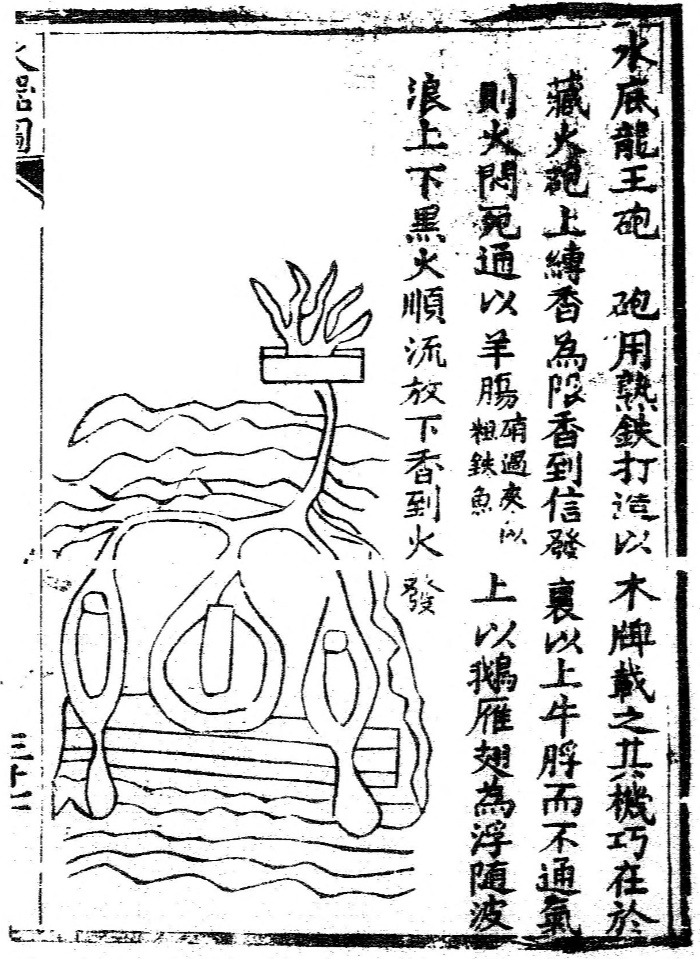
火龙经水雷

### 引用
1. ↑  周群. . 中国典籍与文化. 2000, (4): 93–96. ISSN 1004-3241. doi:10.16093/j.cnki.ccc.2000.04.022. CNKI DJWH200004021. NCPSSD 11652858. 《火龙神器阵法》、《火龙经》是详略不同、内容相似的两部著作。
2. ↑  钱谦益 著 维基文库中的相關文獻：《国初群雄事略·卷四·漢陳友諒》